# Ayao Komatsu
Ayao Komatsu (小松 礼雄, Komatsu Ayao), né le 28 janvier 1976, est un ingénieur japonais et directeur d'équipe en Formule 1. Il est actuellement directeur de l'équipe Haas F1 Team, après avoir occupé le poste de directeur de l'ingénierie.

## Formation
Ayao Komatsu naît à Tokyo, au Japon, le 28 janvier 1976, de Keiko et Yuichiro Komatsu. Il déménage au Royaume-Uni en 1995 pour étudier à l'Université de Loughborough où il obtient une licence en ingénierie automobile et un doctorat en dynamique et contrôle des véhicules,,,. 
Il est marié à une femme nommée Sachie depuis 2010.

## Carrière
Ayao Komatsu commence sa carrière dans le sport automobile en 2003 en tant qu'ingénieur pneumatique pour l'équipe de Formule 1 British American Racing ; il reste avec l'équipe de Brackley pendant deux saisons. En 2006, il rejoint Renault pour travailler comme ingénieur performance, débutant dans l'équipe d'essais avant d'être promu dans l'équipe de course auprès de Nelson Angelo Piquet, Romain Grosjean et Vitaly Petrov.
Début 2011, il est promu ingénieur de course de Vitaly Petrov ; l'année suivante, il est associé à Romain Grosjean. Grosjean et Komatsu forment un lien étroit, marquant neuf podiums et se battant pour la victoire fin 2013. Malgré une année 2014 décevante, il devient ingénieur de course en chef chez Lotus, aidant Grosjean et l'équipe d'Enstone à monter sur le podium au Grand Prix de Belgique 2015. 
En 2016, il suit Grosjean dans la nouvelle équipe américaine Haas F1 Team où il devient directeur de piste. 
Le 10 janvier 2024, Gene Haas ne reconduit pas le contrat de Günther Steiner, Team principal depuis 2014 ; Ayao Komatsu le remplace à la tête de l'écurie.